# Sablet
Sablet – miejscowość i gmina we Francji, w regionie Prowansja-Alpy-Lazurowe Wybrzeże, w departamencie Vaucluse.
Według danych na rok 1990 gminę zamieszkiwało 1168 osób, a gęstość zaludnienia wynosiła 105 osób/km² (wśród 963 gmin regionu Prowansja-Alpy-W. Lazurowe Sablet plasuje się na 352. miejscu pod względem liczby ludności, natomiast pod względem powierzchni na miejscu 666.).

## Populacja

Populacja Sablet w latach 1962-2008